# مازراتی ۵۰۰۰ جی‌تی
مازراتی ۵۰۰۰ جی‌تی (به انگلیسی: Maserati 5000 GT) یا شاه ایران (به ایتالیایی: Scià di Persia) خودرویی است که بین سال‌های ۱۹۵۹ تا ۱۹۶۵ تولید می‌شد. نام دیگر این خودرو شاه ایران است چون با ایده محمدرضا شاه پهلوی، شاه ایران طراحی و ساخته شده بود. طراحی این خودرو، موتور جلو با محور عقب بود.

## پیشینه
در اواخر دهه ۱۹۵۰ شرکت مازراتی همزمان با داشتن مشکلات مالی بسیار، کوپه اسپورت مازراتی ۳۵۰۰ جی‌تی به بازار عرضه کرد. مازراتی ۳۵۰۰ جی‌تی علاوه بر رهایی شرکت مازراتی از تعطیلی، دیگر خودروهای اسپرت هم دوران خود مانند فراری ۲۵۰ جی‌تی را نیز به چالش کشید و نظر ثروتمندان و کلکسیونرهای جهان را به خود جلب کرد.
محمدرضا پهلوی در اواخر سال ۱۹۵۸ مازراتی ۳۵۰۰ جی‌تی را سوار شد و آن را پسندید. اما از کارخانه مازراتی خواست که به جای موتور شش سیلندر، خودروی ویژه او را با موتور قوی‌تر هشت‌سیلندر بسازد. مازراتی برای این کار ناگزیر شد خودرو را از نو طراحی کند و در نتیجه، مدل تازه را ۵۰۰۰ جی‌تی نامید. اتاق مازراتی ۵۰۰۰ جی‌تی با همکاری کارخانه کاروزریا تورینگ ساخته شد و در نوامبر ۱۹۵۹ با نام «شاه پارس» در نمایشگاه خودروی تورین رونمایی شد.

## شمار خودروها
از مدل ویژه شاه پارس تنها سه دستگاه ساخته شد. به جز محمدرضا پهلوی، کریم آقاخان، امام شیعیان اسماعیلی، و جیانی آنیلی، مدیر آن هنگام فیات، صاحبان این سه دستگاه بودند. مازراتی در سال ۱۹۶۰ مدل ۵۰۰۰ جی‌تی را با تغییراتی در نمایشگاه ژنو نمایش داد و سفارش‌های بیشتری دریافت کرد. در مجموع، ۳۴ دستگاه از این ماشین با همکاری خودروسازان ایتالیایی مانند پینینفارینا، کاروزریا گیا، و گروه برتونه ساخته شد.

## حفظ ارزش
۵۰۰۰ جی‌تی همچنان یکی از باارزش‌ترین ماشین‌های کلکسیونی جهان است. در تابستان ۲۰۱۹ یک دستگاه از این خودرو که بیش از پنجاه سال در انبار آن شرکت مانده بود در حراجی مؤسسه آر ام سادبیز به قیمت ۵۳۳ هزار دلار آمریکا به فروش رفت.

## ساخت دوباره
در مارس ۲۰۱۸ شرکت تورینگ سوپرلگرا اعلام کرد که دومین مدل تورینگ سوپرلگرا با نام ایتالیای Scià di Persia که بر پایه مازراتی گرن توریسمو ساخته می‌شود، در نمایشگاه خودروی ژنو ۲۰۱۸ به نمایش گذاشته خواهد شد. این شرکت، بدون ذکر قیمت اتومبیل شاه ایران مدل ۲۰۱۸ اعلام کرد که تنها ۱۰ عدد از نسل تازه این خودرو تولید خواهد شد.

## نگارخانه

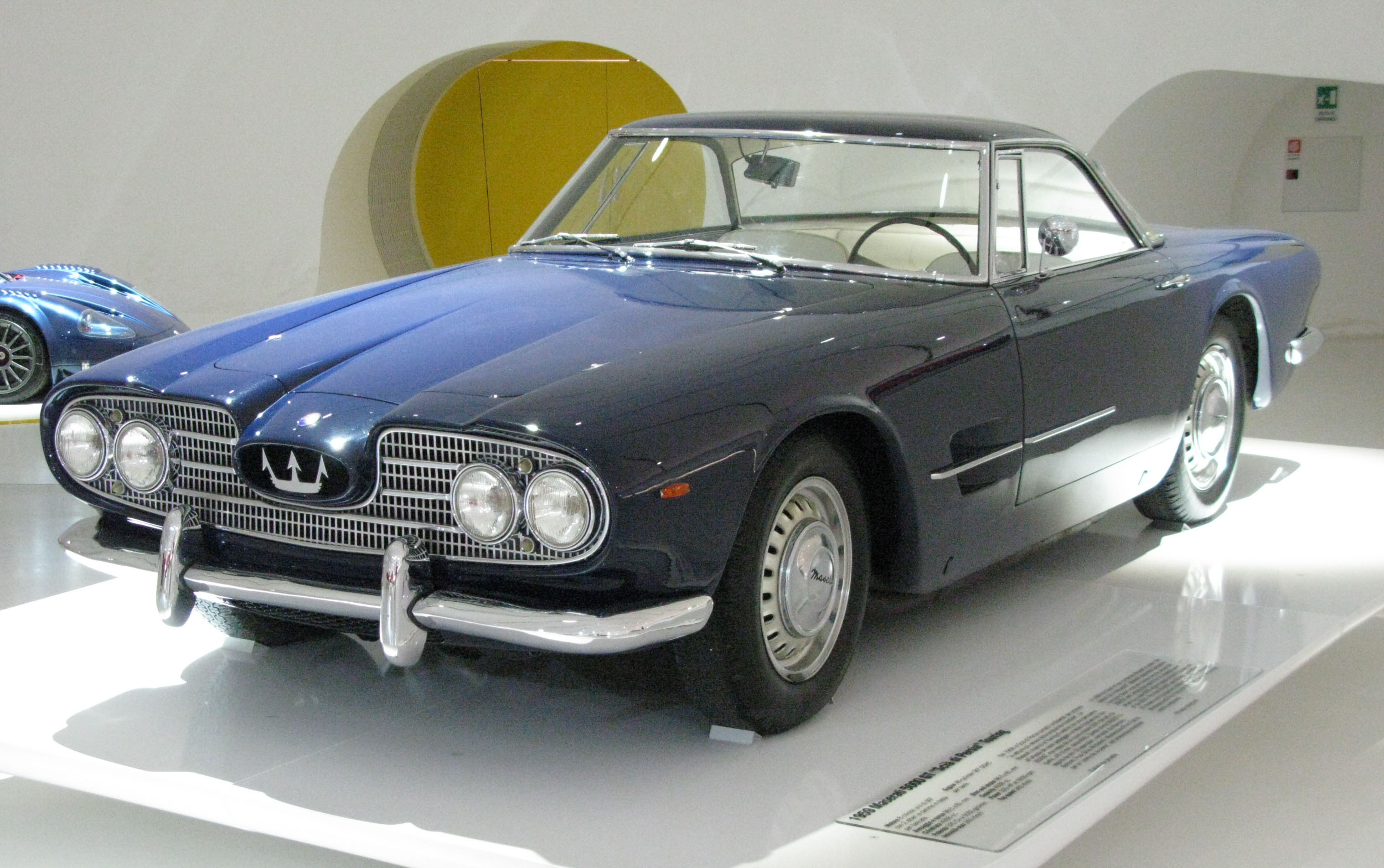
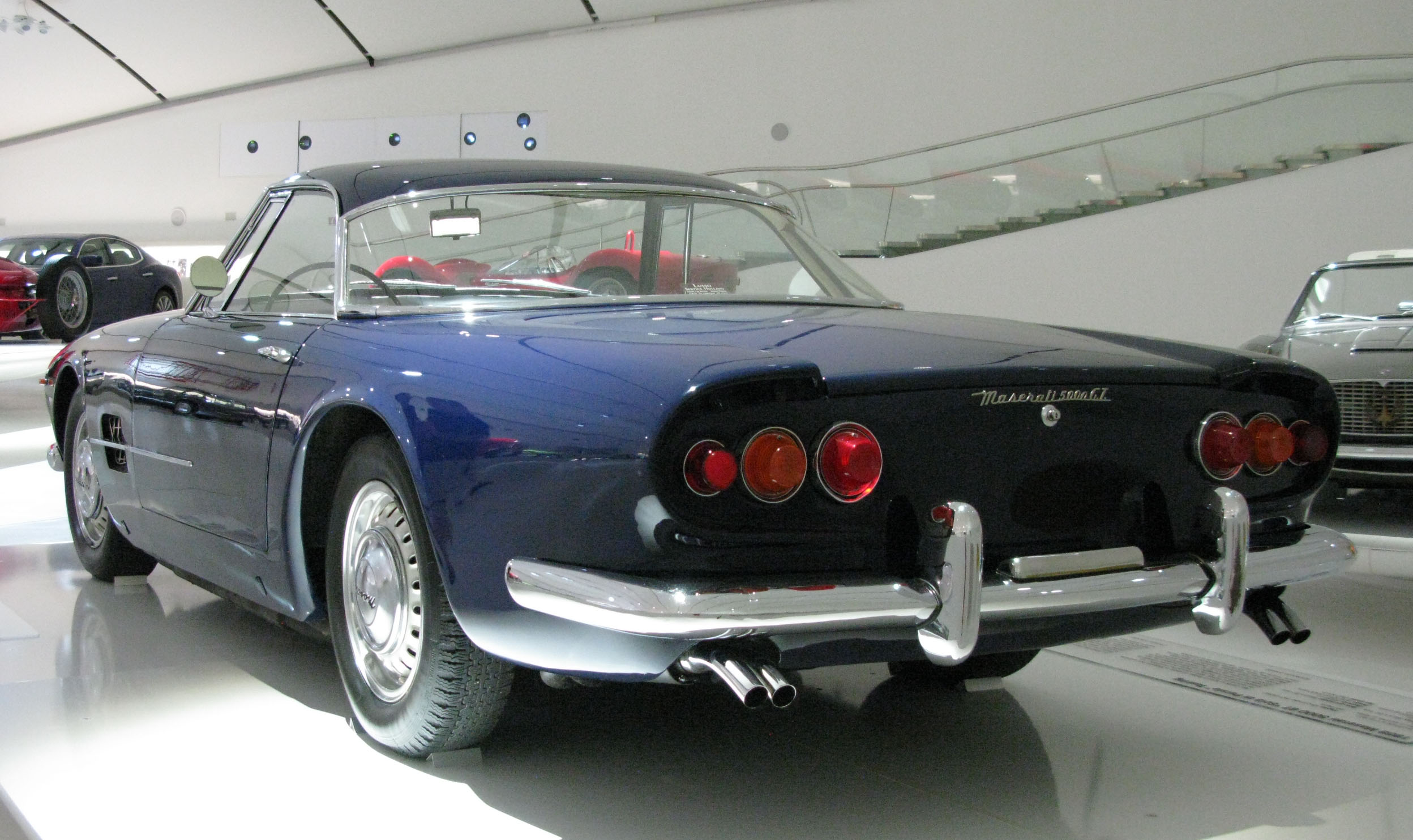
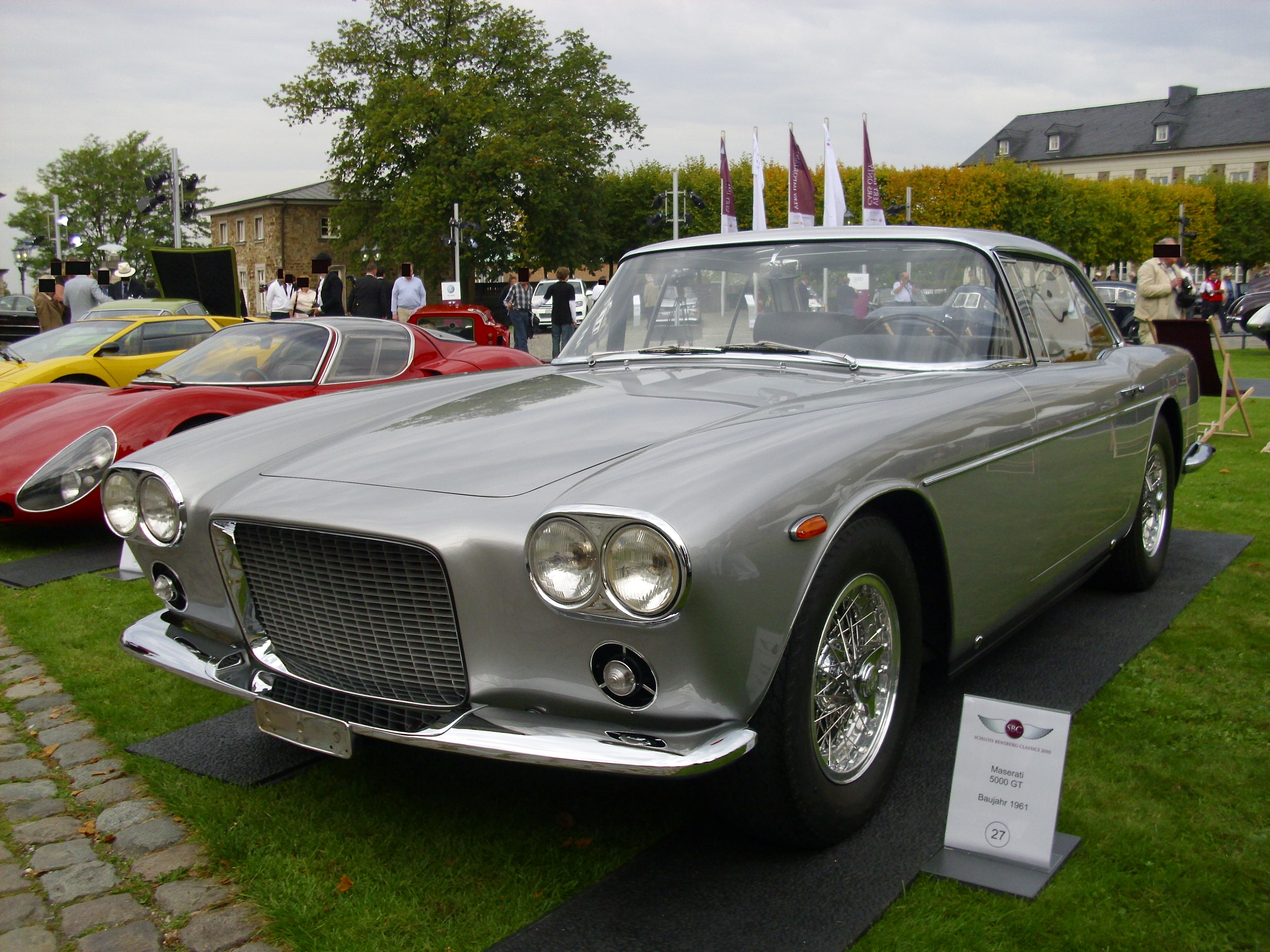
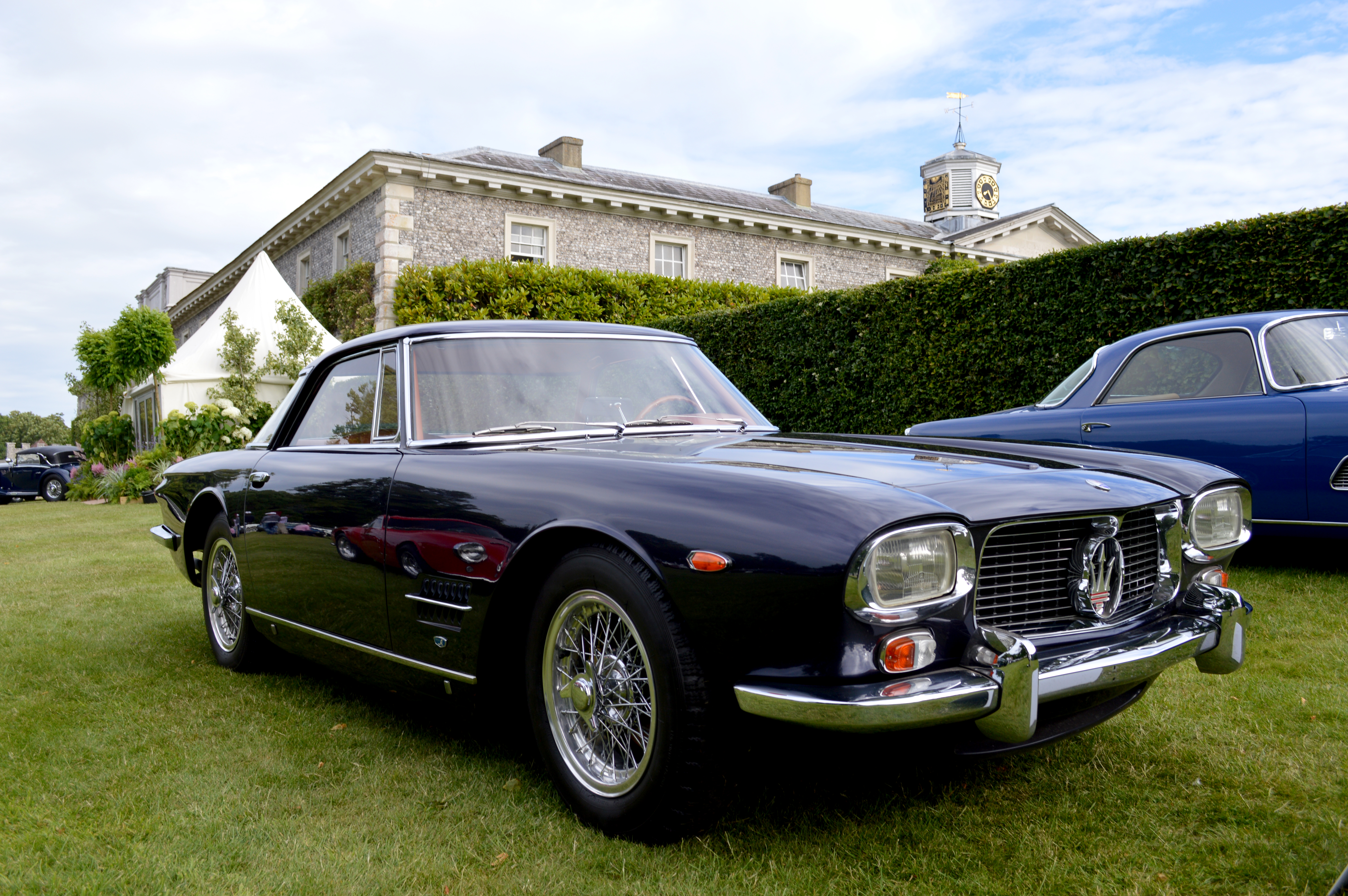
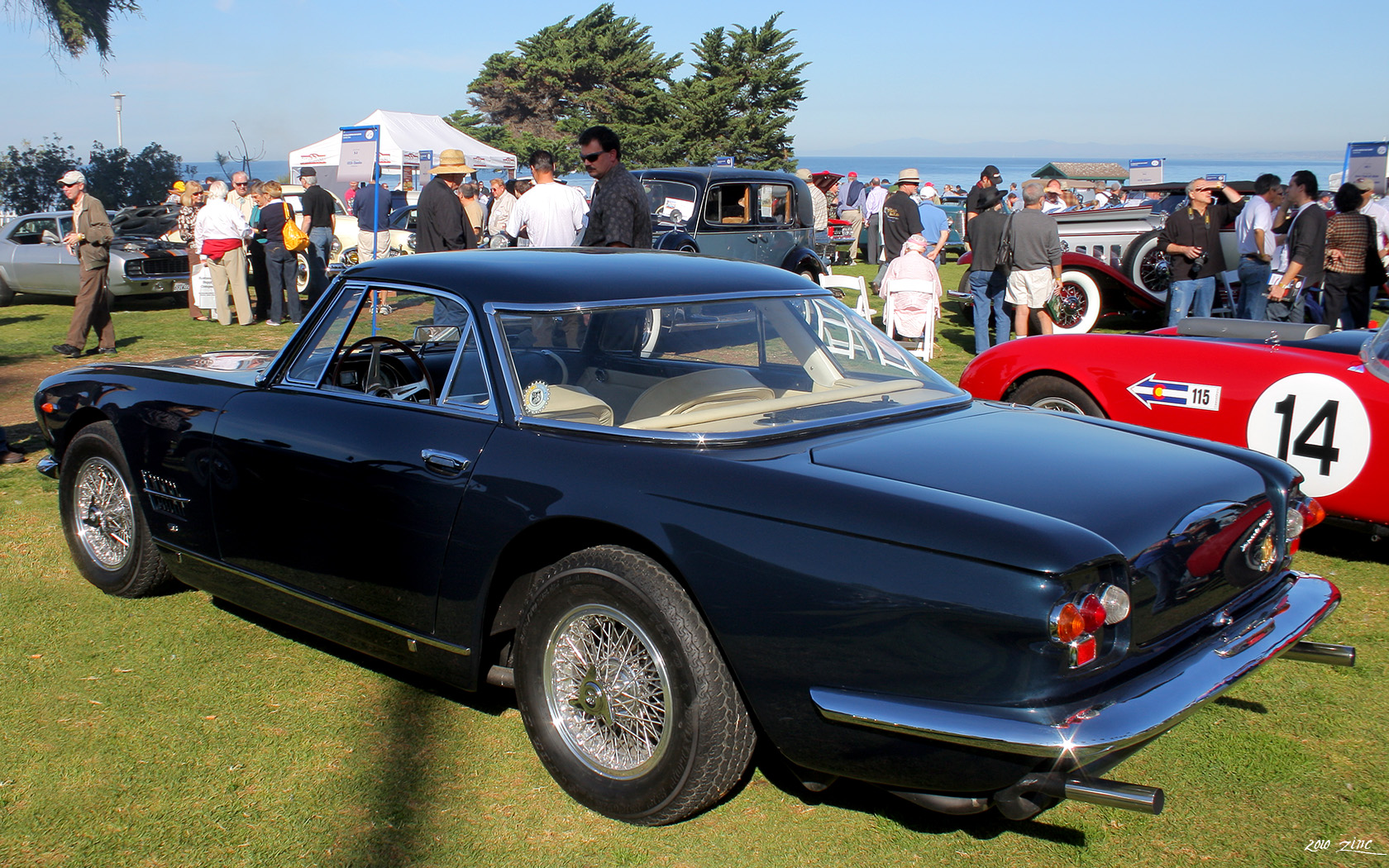